# Matthias Böttger

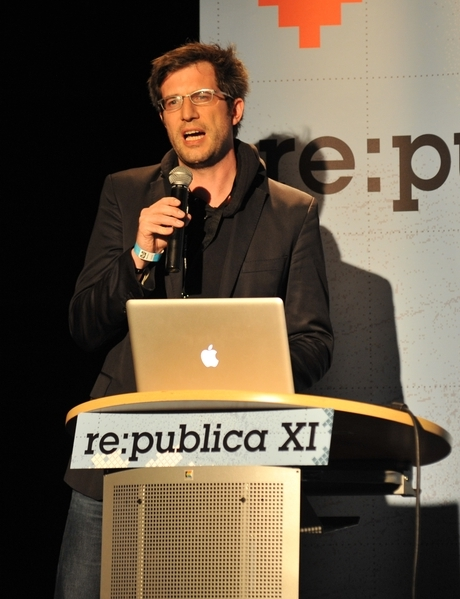
Matthias Böttger (2011)

Matthias Böttger (* 7. Februar 1974 in Braunschweig) ist ein deutscher Architekt und Kurator.

## Leben
Matthias Böttger studierte Architektur und Städtebau an der Universität Karlsruhe sowie an der University of Westminster London. Anschließend arbeitete er als Architekt in Köln, Berlin und Paris. Seine wissenschaftliche Tätigkeit begann bei der Stiftung Bauhaus Dessau, es folgten die Universität Stuttgart und die ETH Zürich, wo er Kunst und Architektur unterrichtete. Nach einer Gastprofessur für Kunst und öffentlichen Raum an der Akademie der Bildenden Künste Nürnberg war er von 2012 bis 2017 Professor Sustainable Architecture + Future Tactics (SAFT) und seit 2014 Leiter des Instituts für Raum und Design der Kunstuniversität Linz. Seit 2017 ist Professor und Leiter des Instituts HyperWerk an der Hochschule für Gestaltung und Kunst der FHNW in Basel.
2008 war Matthias Böttger zusammen mit Friedrich von Borries Generalkommissar und Kurator für des deutschen Beitrags „Updating Germany – 100 Projekte für eine bessere Zukunft“ auf der XI. Internationalen Architekturbiennale in Venedig. Er war Stipendiat der Akademie Schloss Solitude in Stuttgart und übernahm 2010 die Leitung des aut. architektur und tirol, eines Kunstvereins für Architektur in Innsbruck. Matthias Böttger war seit 2011 Künstlerischer Leiter des Deutschen Architektur Zentrums (DAZ) in Berlin und ist nun „Curator at Large“. 2013 war er Kurator des deutschen Beitrags „Nòs Brasil! We Brazil!“ auf der X. Bienal de Arquitetura de São Paulo.
Mit seinem Büro raumtaktik arbeitet er seit 2003 an räumlicher Aufklärung und Intervention. Er beschäftigt sich mit Produktionsbedingungen von Raum, mit den kulturellen, ökonomischen und politischen Parametern, von denen die Gestaltung von Architektur und Städtebau bestimmt werden. Themen wie Globalisierung, Migration, ökonomische und ökologische Transformation, Kommerzialisierung, Eventisierung sowie die Aktivierung von urbanem Raum stehen dabei im Mittelpunkt der Arbeit. Seit 2016 ist er auch Partner im Büro urbanegestalt, tätig in den Bereichen Landschaftsarchitektur, Architektur und Städtebau.

## Kuratorische Tätigkeit
- 2016: Neue Standards. Zehn Thesen zum Wohnen, DAZ Berlin, KAZ im KuBA Kassel, Neues Museum Nürnberg, ait-Salon Köln, Baukulturzentrum Sachsen, afo Linz etc.[8]
- 2013: Nós Brasil! We Brazil!, Casa do Povo, als deutscher Beitrag zur X Bienal de Arquitetura de São Paulo im Auftrag des Goethe-Instituts und des Bundesministerium für Verkehr, Bau und Stadtentwicklung.

- 2012: Why Architecture?, Deutsches Architektur Zentrum DAZ, Berlin.
- 2011: raumproduktion, Seitenlichtsaal, Kunsthalle Düsseldorf.
- 2010: aut.raumproduktion, Ausstellungsreihe zu den Bedingungen der Raumproduktion, aut. architektur und tirol, Innsbruck.
- 2009: Fernsehtürme. 8.559 Meter Politik und Architektur, Deutsches Architekturmuseum (DAM), Frankfurt.
- 2008: Updating Germany. 100 Projekte für eine bessere Zukunft, Deutscher Beitrag zur Architekturbiennale Venedig, im Auftrag des Bundesministerium für Verkehr, Bau und Stadtentwicklung.
- 2006: Fanshop der Globalisierung. Eine Wanderausstellung durch Deutschlands Fanzonen anlässlich der WM in Kooperation mit der Bundeszentrale für politische Bildung[9].

## Schriften (Auswahl)
- mit Friedrich von Borries (Hrsg.): Fanshop der Globalisierung. Bundeszentrale für politische Bildung, Bonn 2006, ISBN 3-89331-684-1.
- mit Friedrich von Borries und Steffen P. Walz (Hrsg.): Space Time Play – Computer Games, Architecture and Urbanism: The Next Level. Birkhäuser, Berlin Boston Basel 2007, ISBN 978-3-7643-8414-2.
- mit Friedrich von Borries (Hrsg.): Updating Germany. 100 Projekte für eine bessere Zukunft. Hatje Cantz, Ostfildern-Ruit 2008, ISBN 978-3-7757-2262-9.
- mit Friedrich von Borries und Florian Heilmeyer (Hrsg.): Bessere Zukunft? Auf der Suche nach den Räumen von Morgen Merve, Berlin 2008, ISBN 978-3-88396-255-9.
- mit Friedrich von Borries und Florian Heilmeyer (Hrsg.): TV-Towers. 8.559 Meters Politics and Architecture. Jovis, Berlin 2009, ISBN 978-3-86859-024-1.
- mit Ludwig Engel und Juliane Otterbach (Hrsg.): Talking Futures. Ein Miniaturbuch über Utopien und Zukünfte. Lost Books, Stuttgart 2010, ISBN 978-0-9567641-0-2.
- mit Angelika Fitz (Hrsg.): WELTSTADT – Nós Brasil! We Brazil. Goethe-Institut, München 2013, ISBN 978-3-939670-93-3
- mit Stefan Carsten und Ludwig Engel, Spekulationen Transformationen – Überlegungen zur Zukunft von Deutschlands Städten und Regionen, Zürich 2016, ISBN 978-3-03778-471-6
- mit Olaf Bahner, Neue Standards. Zehn Thesen zum Wohnen, Berlin 2016, ISBN 978-3-86859-454-6